# Kafar

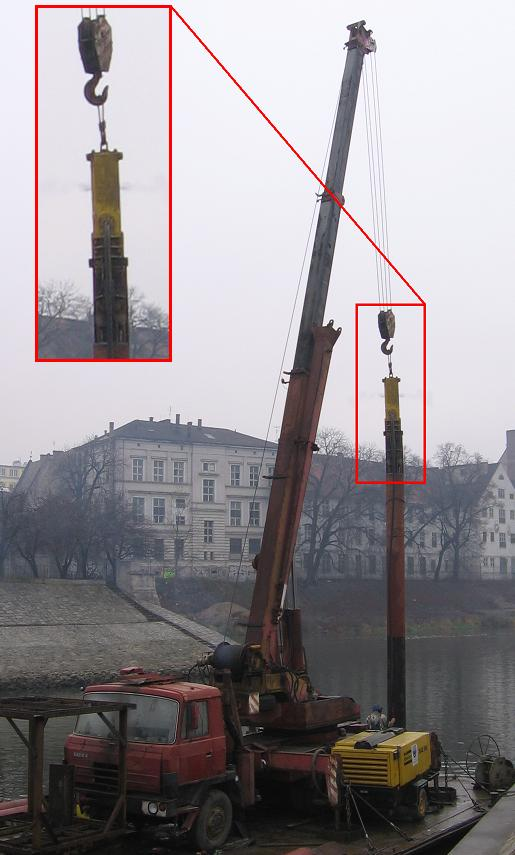
Pneumatyczny kafar wbijający pal w dno Odry. Baba zawieszona na haku samochodowego dźwigu ustawionego na barce rzecznej. Obok stoi sprężarka (żółta) dostarczająca wężem powietrze do baby. Na powiększeniu baba

Kafar – urządzenie budowlane służące do wbijania pionowych pali w ziemię lub w dno zbiornika wodnego. Nazwa wywodzi się z niem. Keffer. Kafary wykorzystuje się podczas palowania – robót budowlanych wykonywanych najczęściej na grząskich lub niedostatecznie stabilnych gruntach oraz w budowlach nawodnych.

## Historia

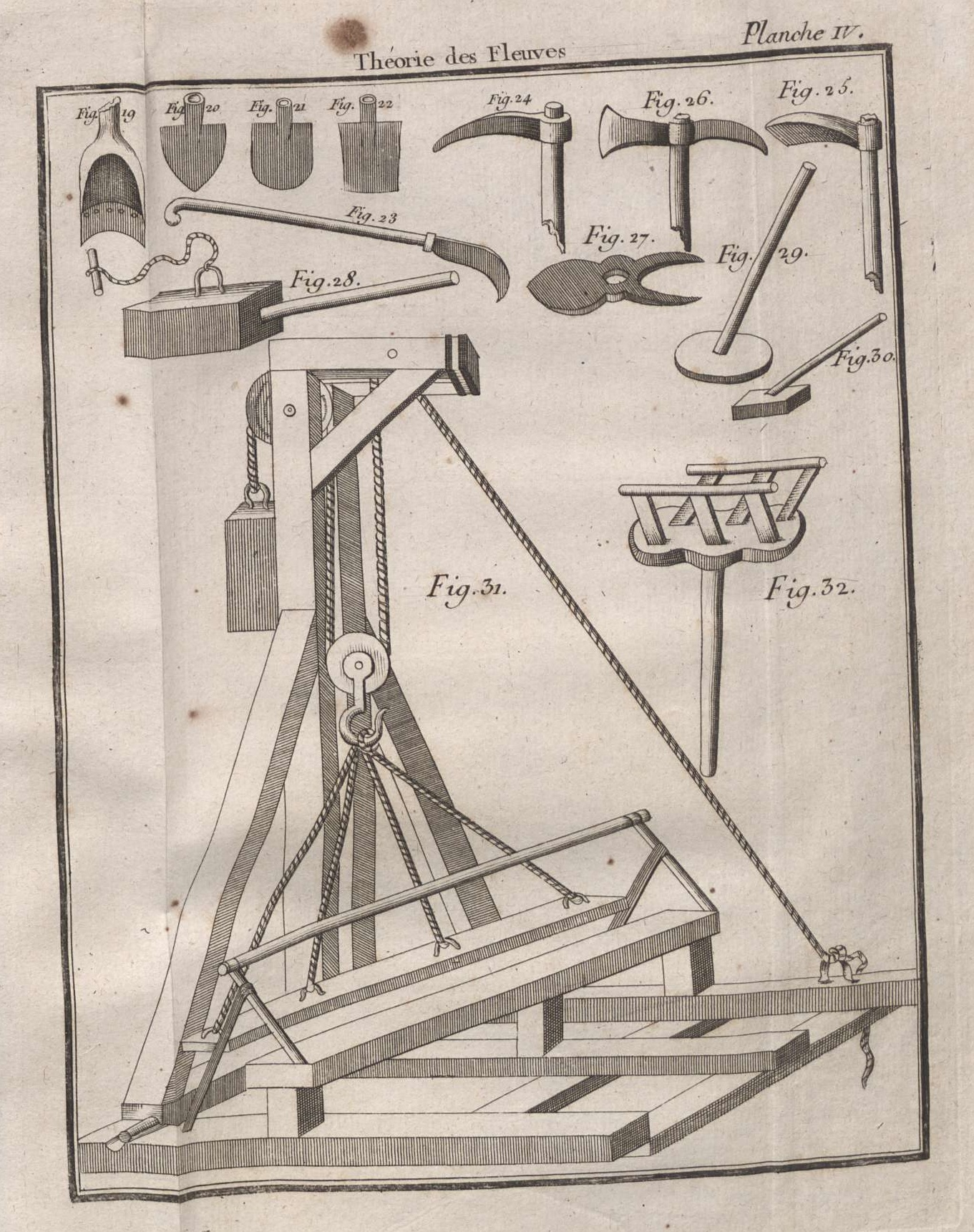
Abhandlung vom Wasserbau an Strömen, 1769

Zanim pojawiły się pierwsze kafary, do robót palowych stosowano ręczne młoty. Wraz z pojawianiem się pierwszych kieratów i żurawi w czasach antycznych, prawdopodobnie pojawiają się kafary. W łacinie klasycznej słowo festuca oznacza babę kafaru, bijak, tłuk.
Pierwsze w pełni udokumentowane konstrukcje kafarów pochodzą z czasów średniowiecza. Była to konstrukcja drewniana ustawiona w formie kozła. Na jego szczycie było zamontowane koło linowe, przez które przewijano liny. Drewniany kloc zamocowany do lin był podnoszony ręcznie, a następnie opuszczany. Opadający kloc uderzał we wbijany pal. W 1238 r. mistrz Eberhardt z Kolonii wykonał na podmokłym gruncie rozległe palowanie, na którym wybudowano klasztor Bloomkampf. Prace te wykonywano przez pięć lat za pomocą dziesięciu kafarów ręcznych. Każdy kafar obsługiwało czterech ludzi, a kolejnych czterech stanowiło zmianę.
Z czasem pojawiają się udoskonalenia. Pod koniec XV w. pojawia się kierat i prowadzenie baby w prowadnicach, oraz mechanizm zwalniania. W pełni udokumentowaną konstrukcję kafara można znaleźć w dziele „Kodeks Atlantycki” Leonarda da Vinci z 1500 r. W Muzeum Wiedzy i Techniki w Mediolanie jest model wykonany na podstawie opisów.
Zupełnie innym rozwiązaniem kafarów jest maszyna przedstawiona w dziele Bessoniego Jacoba „Theatrum instrumentorum et machinarum” z 1582 r. Maszyna była wyposażona w ustawiany duży młot wprawiany w ruch wahadłowy przez robotników ciągnących z liny. Maszyna prawdopodobnie nigdy nie została zbudowana, będąca jedynie tylko propozycją samego autora. Innym nietypowym rozwiązaniem Bessoniego był kafar dwumłotowy z wciągarką ślimakową.
W XVII w. do napędu kafara zastosowano koło wodne. Z tego okresu też pochodzą wzmianki o kafarach w literaturze polskiej. Kafar jest nazywany „windą do bicia pali w wodzie”.
Przez okres XVIII wieku wprowadza się szereg udoskonaleń. Stosuje się koła deptakowe i wykorzystuje zwierzęta pociągowe do napędu. W tym okresie można wyróżnić dwa rodzaje kafarów: z młotem opadowym (podnoszonym na określoną wysokość i spadającym swobodnie po zwolnieniu blokady) oraz młotem podrywanym (młot podrywany liną połączoną z nim na stałe i opadający z liną po jej zwolnieniu, ale tak by jej nie wypuścić z rąk).
W okresie rewolucji przemysłowej wraz z zastosowaniem maszyn parowych pojawia się w 1837 roku młot parowy, wynalazek szkockiego inżyniera Jamesa Nasmytha, który niebawem w 1843 roku wykorzystuje go do napędu kafara.

## Budowa i podział
Głównym elementem kafaru jest baba – masywny ciężar służący do pobijania wbijanego pala. Spotyka się kafary zarówno naziemne (zwykle z podwoziem gąsienicowym), jak i nawodne (zamontowane na statku wodnym).
Tradycyjnie kafary były napędzane parą wodną – baba była podnoszona przez ciśnienie pary wytwarzanej w kotle, a następnie po osiągnięciu odpowiedniej wysokości para była gwałtownie wypuszczana, a zwalniana baba opadała pod własnym ciężarem. Obecnie najczęściej w użyciu są kafary pneumatyczne, wymagające jedynie dostarczenia do baby sprężonego powietrza lub urządzenia hydrauliczne i spalinowe. Ruch baby w górę i w dół odbywa się na stosunkowo krótkim odcinku, kilku lub kilkunastu centymetrów, zależnym głównie od jej masy wynoszącej od kilkudziesięciu kilogramów do kilkudziesięciu ton. Natomiast częstotliwość uderzeń w główkę wbijanego słupa wynosi do kilku, a nawet kilkunastu uderzeń na minutę.
Kafary, mające w swej konstrukcji prowadnicę elementu uderzeniowego (baby) mogą dopuszczać wbijanie pali nie tylko pionowo, ale również z nieznacznym – najczęściej nie więcej niż kilkustopniowym – odchyleniem od pionu.